# نوبه الشعوب (إب)

تعديل مصدري - تعديل

نوبه الشعوب محلة تابعة لقرية الجائة، التابعة لعزلة ريمان بمديرية إب إحدى مديريات محافظة إب في الجمهورية اليمنية.، بلغ تعداد سكانها 218 حسب تعداد اليمن لعام 2004.